# 豊代町 (名古屋市)
豊代町（とよしろちょう）は、愛知県名古屋市南区の地名。

## 歴史

### 町名の由来
道徳東部土地区画整理の組合員の投票により命名されたという。

### 沿革
- 1939年（昭和14年）7月20日 - 南区豊田町の一部により、同区豊代町が成立[4]。同年町内に大日本製砥の工場が建設[2]。
- 1945年（昭和20年） - 大日本製砥工場が空襲により全焼する[2]。
- 1958年（昭和33年）8月20日 - 南区豊田町の一部を編入する[4]。
- 1965年（昭和40年）1月27日 - 南区豊田町の一部を編入する[4]。
- 1985年（昭和60年）11月3日 - 一部が豊田二丁目に編入される[5]。
- 1993年（平成5年）11月22日 - 残部が南区豊田三丁目に編入され消滅[6]。